# Karin Lochte
Karin Lochte (nacida el 20 de septiembre de 1952) es oceanógrafa, investigadora y especialista en cambio climático alemana. En 2007, se convirtió en directora del Instituto Alfred Wegener en Bremerhaven y presidenta del comité de gestión de la Universidad Jacobs de Bremen.

## Educación y vida tempranas
Lochte nació en Hannover. Recibió su doctorado en Biología marina en el University College of North Wales en 1984. Después de su doctorado, trabajó en microbiología de aguas profundas en el Institut für Meereskunde de la Universidad de Kiel. Al principio de su carrera, Lochte fue profesora de Oceanografía Biológica en el Instituto Leibniz de Ciencias del Mar de la Universidad Christian-Albrechts en Kiel, donde dirigió una unidad de investigación que se centró en los ciclos químicos en el mar. Fue profesora de oceanografía biológica en la Universidad de Rostock y Kiel de 1995 a 2000 y posteriormente en el Instituto Leibniz de Investigación del Mar Báltico en Warnemünde hasta 2007. También fue coordinadora del proyecto de la Base de Datos del Atlántico para Procesos de Intercambio en el fondo del mar (ADEPD), un proyecto de investigación marina financiado por la Unión Europea de 1998 a 2000. Su participación en la investigación polar comenzó en 2007, cuando comenzó a trabajar en el Instituto Alfred Wegener en Bremerhaven..

## Carrera e impacto
Lochte fue nombrada directora del Instituto Alfred Wegener en 2007. Su investigación se centra en las interacciones entre los ciclos de nutrientes del océano y el clima. Ella ha sido la vicepresidenta de la investigación de la Tierra y el Medio Ambiente para la Asociación Helmholtz

## Premios y honores
Lochte es miembro de varias juntas nacionales e internacionales, comités científicos y organizaciones de financiación para la investigación. Fue miembro del Consejo Científico Alemán, que asesora al gobierno del estado federal y de los Länder y al desarrollo de universidades, ciencia e investigación y es presidenta de la Comisión Científica de Baja Sajonia. También es delegada del Comité Científico de Investigación Antártica y presidenta de la Junta de Gobernadores de la Universidad Jacobs. Ella está en la junta asesora del círculo polar ártico.